# Zdeněk Zeman
Pour les articles homonymes, voir Zeman.
Zdeněk Zeman (né le 12 mai 1947 à Prague en Tchécoslovaquie) est un entraîneur tchèque de football, naturalisé italien en 1975. 
Il a principalement travaillé en Italie où il fut surnommé le Prophète ou le muet.

## Biographie

### Ses débuts d'entraîneur
Zdenek Zeman est le neveu de Čestmír Vycpálek, également ancien entraîneur.
Depuis 1968 et le Printemps de Prague, Zeman vit en Italie et plus précisément à Palerme. Il commence sa carrière en entraînant dans plusieurs clubs amateurs de la cité sicilienne et de sa région entre 1974 et 1981. Il s'occupe ensuite pendant deux saisons d'une équipe de jeunes du grand club de la ville l'US Palerme.
En 1983, il prend pour la première fois en main une équipe professionnelle, il s'agit du club de Licata qui évolue en Série C2 (4e niveau du football italien et le dernier professionnel). Dès sa deuxième saison, il remporte le championnat et monte donc en Série C1.
En 1986, il quitte le club pour Foggia qui évolue aussi en Série C1. Une première expérience malheureuse puisqu'il est licencié avant la fin de la saison.
Il commence la saison suivante au mois de juillet sur le banc de Parme où il succède à Arrigo Sacchi ; malheureusement pour lui, il est à nouveau licencié après seulement sept matchs disputés.
Après ces deux dernières expériences ratées Zdenek Zeman retourne en Sicile à Messine pour la saison 1988-1989. Le club finit à la 8e place de la Série B avec la meilleure attaque du championnat. Cette saison-là voit l'explosion de Salvatore Schillaci qui inscrit 23 buts dans ce championnat. Il partira à l'été 1989 à la Juventus et connaîtra le succès que l'on connaît lors de la Coupe du monde 1990.

### Retour à Foggia: Zemanlandia
Zeman retourne à Foggia lors de l'été 1989. Le club vient de monter en Série B et cherche à se stabiliser à ce niveau.
Après une honorable 8e place lors de la saison 1989-1990 le club réalise une saison 1990-1991 de toute beauté. Finissant premier du championnat avec la meilleure attaque. Le club accède donc à la Série A pour la première fois depuis 1978.
Cette montée a été obtenue entre autres grâce à l'apport de trois joueurs offensifs jusqu'alors méconnus : Roberto Rambaudi, Giuseppe Signori et Francesco Baiano.
Lors de la saison 1991-1992 les protégés de Zeman surprennent à nouveau tout le monde. Ils finissent à la 9e place, pas très loin de la qualification pour la Coupe de l'UEFA. Encore une fois c'est le style et l'audace de Foggia qui impressionne. Le trio offensif a été rejoint par le Russe Igor Shalimov et fait des ravages dans les défenses de Série A, le club finit avec la deuxième attaque du championnat (performance étonnante pour un promu).
La façon de jouer de cette équipe est tellement sympathique et agréable à voir que les médias Italiens inventent le terme de Zemanlandia pour la caractériser.
Les deux saisons suivantes Zeman maintient les performances du club à un bon niveau en Série A: 11e en 1992-1993 et 9e en 1993-1994 malgré un pillage par les grands clubs Italiens de ces meilleures joueurs tous les étés.
Outre les quatre joueurs nommés précédemment les autres grands joueurs de cette épopée sont Dan Petrescu, Igor Kolyvanov, Luigi Di Biagio, Bryan Roy et José Chamot.

### Les années romaines
À l'été 1994, Zdenek Zeman part tenter d'imposer son style dans un grand club Italien. Il signe donc en faveur de l'ambitieuse Lazio Rome du président Sergio Cragnotti.
Les deux premières saisons se passent très bien. Le club obtient deux très bons classement en Série A : 2e en 1994-1995 et 3e en 1995-1996. Zeman a également emmené avec lui son style de jeu ultra offensif et la Lazio est la meilleure attaque du championnat ces deux années-là.
Il est en revanche licencié en janvier 1997 après une défaite à domicile contre Bologne. Le club était alors classé à la douzième place de Série A.
Au cours de ces deux ans et demi passés à la Lazio il a lancé la carrière du jeune Alessandro Nesta et a entraîné ses anciens joueurs de Foggia : Roberto Rambaudi, Giuseppe Signori et José Chamot. Il y avait aussi dans cette équipe Alen Bokšić, Aaron Winter, Roberto Di Matteo, Luca Marchegiani et Pierluigi Casiraghi.
À l'été 1997, il s'engage en faveur de l'autre club romain : l'AS Rome. Il va y rester deux saisons. Le style est toujours le même puisqu'il finit les deux fois avec la meilleure attaque du championnat et les résultats sont plutôt bons : 4e en 1997-1998 et 5e en 1998-1999.
Les supporters de la Roma retiendront de ce passage les deux derbys Romains de la saison 1998-1999. À l'aller, la Roma est menée 3-1 par la Lazio et est réduite à 10 mais parvient malgré ces conditions difficiles à arracher un match nul 3-3. Au retour lors de la 28e journée la Lazio est nettement en tête du championnat avant de se déplacer sur le terrain de la Roma. Le club Laziale s'incline 3-1 et commence sa chute qui lui fera finalement perdre sa première place au profit du Milan AC.
En juillet 1999, il est remplacé à la surprise générale par Fabio Capello. Lors de son passage à l'AS Rome il a entraîné entre autres Francesco Totti (faisant de lui le capitaine), Marco Delvecchio, Aldair, Cafu, Vincent Candela, Luigi Di Biagio ou encore Damiano Tommasi.

### Ses expériences récentes
Il entraîne lors de la saison 1999-2000 le club turc de Fenerbahçe qu'il ne conduit qu'à la 4e place.
Il vit une expérience difficile à Naples lors de la saison 2000-2001, où il débarque à l'été 2000. Le club est promu en Série A après deux années en Série B et les attentes sont énormes. Malheureusement pour lui le début de saison se passe mal et il est licencié après seulement huit journées de championnat, au mois de novembre.
Il part alors en Serie B la saison suivante à la Salernitana au mois de juillet. La saison se déroule convenablement puisque le club finit à la 6e place du championnat. Il commence la saison suivante mais démissionne en novembre.
En 2003-2004, il entraîne le club de Avellino en Série B. C'est une saison catastrophique puisque le club finit avant-dernier et est donc relégué en Série C1.
Pourtant cela n'empêche pas Zeman de rebondir en Série A à Lecce. Ce club est habitué à faire l'ascenseur entre Série A et Série B et vient de perdre son meilleur élément avec l'Uruguayen Javier Chevantón qui est parti à Monaco. Il hérite donc d'une équipe très jeune avec entre autres Mirko Vučinić et Valeri Bojinov.
Lecce va réaliser une saison assez symbolique du football prôné par Zeman. Il finit à une place très honorable de 11e de Série A avec la deuxième meilleure attaque et la moins bonne défense du championnat.
Plus récemment, il a vécu des expériences courtes et décevantes en Série B avec Brescia (de mars à juin 2006) et Lecce (de juillet à décembre 2006) mais également en Serbie avec l'Etoile Rouge de Belgrade (de juillet à septembre 2008).
En septembre 2008, après être sans club depuis quelque temps. Il a affirmé au média italien Tuttosport en avril 2009 qu'il souhaitait retrouver un club mais que ce serait sans doute à l'étranger car on le boycottait en Italie. Quand on lui a demandé pourquoi, il est en revanche resté très énigmatique.
En septembre 2009, il s'est insurgé contre le manque de spectacle offert par l'Inter Milan de José Mourinho : « Mourinho est un très grand communicateur qui cache bien sa propre médiocrité comme entraîneur. Je pense qu'il est à l'Inter parce qu'il sait très bien comment gérer les joueurs, même s'il est encore meilleur pour gérer les journalistes, a-t-il insisté. C'est sûr, avec lui, les tifosi nerazzurri ne verront jamais du beau jeu ». Ce à quoi Mourinho a repondu :
« Zeman ? Je ne le connais pas. Pour le moment, je suis en vacances, mais j'irai voir sur Google pour rechercher ce qu'il a gagné »

### Le retour à Foggia
Lors de l'été 2010, Zdenek Zeman retourne dans le club qui l'a révélé, l'US Foggia. Un retour surprise qui déclenche l'enthousiasme des fans. Le 21 juillet 2010 environ 4 000 personnes assistent à sa présentation dans un théâtre de Foggia. Le club a bien changé depuis son départ en 1994. Il se trouve désormais en Série C1, le troisième niveau du football italien. Pire Foggia s'est sauvé d'un relégation au niveau inférieur à la dernière minute d'un match de barrage contre l'AS Pescina. Avec une équipe qui vient de finir 15e sur 18 il n'hérite pas d'un club en très bonne forme.
Foggia finit la saison 2010-2011 à la 6e place du championnat. Une place en dessous de celles qualificatives pour les barrages pour l'accession. Le retour de Zeman est donc une demi-réussite. L'équipe a fini à une place nettement supérieure à la saison précédente mais il n'a pas réussi à le ramener en Série B. Il a cependant fait revenir ce jeu très offensif à Foggia qui finit meilleure attaque du championnat avec 67 buts en 34 matchs et moins bonne défense (58 buts encaissés). Sous sa coupe deux joueurs se sont révélés, Lorenzo Insigne et Marco Sau qui ont marqué respectivement 19 et 20 buts en championnat. Il choisit de ne pas prolonger l'aventure avec Foggia à la fin de cette saison.

### L'arrivée à Pescara
Depuis le 22 juin 2011 est officiellement le nouvel entraîneur du Pescara pour la saison 2011/2012. Le 20 mai 2012 il remporte le championnat de Série B et monte donc en Série A. Partant d'une équipe très jeune et inexpérimentée, il réussit à créer une machine à gagner, saluée unanimement par ses pairs et la presse pour son jeu d'attaque - meilleure attaque de deuxième division avec 90 buts, soit près de 30 buts de plus que la deuxième meilleure attaque. Il réussit à révéler au grand public les espoirs italiens que sont Marco Verratti, Lorenzo Insigne et Ciro Immobile, meilleur buteur de Serie B avec 28 buts.

### Retour à Rome
Au terme de la saison, il retourne à l'AS Rome. Il est licencié le 2 février 2013.

## La philosophie de jeu de Zeman

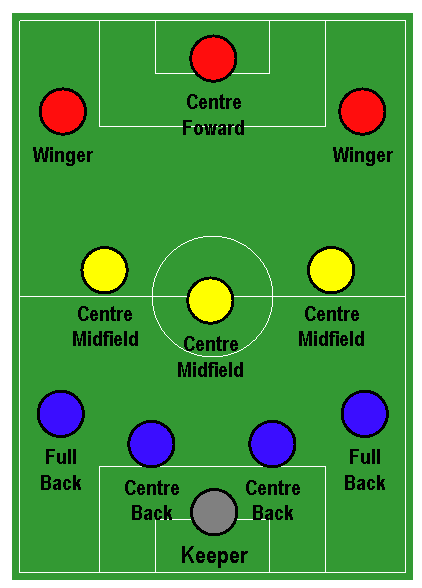
Schéma tactique 4-3-3

Zdenek Zeman est un adepte d'un football très offensif et technique. C'est par le style qu'il a imprimé à ses équipes qu'il est reconnu.
Pour cela il a des convictions très précises :
- Un schéma tactique unique en 4-3-3
- Mouvement incessant des joueurs offensifs
- Utilisation très importante du jeu par les côtés
- Marquage en zone
- Défense en ligne qui joue le hors-jeu très haut (quasiment à la ligne médiane).

Il a également toujours défendu les valeurs du fair-play et lutté contre le dopage et a prôné l'attaque.

## Prises de position contre le dopage
Lors de l'été 1998, il formule des accusations de dopage dans la presse en déclarant que « le football devait sortir des pharmacies et des bureaux des financiers ». Une enquête fut alors déclenchée par le procureur Rafaelle Guariniello sur les pratiques bianconere.
Après quatre ans d'instruction, le procès révèle que quelques joueurs de la Juve avaient à leur disposition une pharmacie de 281 produits dont certains considérés comme dopants. Certains d'entre eux, dont Zinédine Zidane, reconnaissent la consommation de créatine. Par ailleurs, des médecins s'interrogent sur le profil hématologique de certains joueurs de la Juve (Zeman pointe du doigt la Juventus de Luciano Moggi et Marcello Lippi en s'étonnant de "l'explosion musculaire" de Del Piero et Vialli), qui auraient, s'ils étaient cyclistes, été interdits de départ, au vu notamment de leur taux hématocrite et évoquent l'usage "très probable" d'EPO par plusieurs joueurs et "quasi-certain" pour Antonio Conte et Alessio Tacchinardi.
Le Tribunal arbitral du sport (TAS) a statué plus tard que la Juventus pouvait garder ses titres du milieu des années 1990.
Depuis cet évènement, il devint un ennemi public de Luciano Moggi. Il l'accuse ainsi en novembre 2009 d'avoir toujours une influence sur le football italien malgré son bannissement pour cinq ans de toute fonction sportive à la suite du scandale du Calciopoli en 2006.

## Citations
[réf. nécessaire]
- Perdre n'a jamais été une humiliation.

- Zeman n'avait qu'un seul mot à la bouche : l'attaque. Les attaquants devaient jouer très haut, les défenseurs se plaçaient sur la ligne médiane et même moi qui était gardien, je devais sortir sans cesse à trente mètres de mes buts. Personne ne savait comment nous jouer. (Francesco Mancini, à propos de Zeman)

## Palmarès
- Licata
  - Champion de Série C2 en 1985
- US Foggia
  - Champion de Série B en 1990-1991
- Pescara
  - Champion de Série B en 2011-2012

### Palmarès offensif
Le palmarès finalement assez maigre de Zeman peut être nuancé par l'esprit qui l'a guidé tout au long de sa carrière. On remarque bien en regardant le classement des attaques que le football offensif a été son élément moteur et c'est ce qui a fait sa réputation.
- FC Messine
  - Meilleure attaque de Serie B en 1989
- Foggia
  - Meilleure attaque de Serie B en 1991
  - Deuxième meilleure attaque de Serie A en 1992
  - Meilleure attaque de Serie C1 en 2011
- Lazio
  - Meilleure attaque de Serie A en 1995 et 1996
- AS Rome
  - Meilleure attaque de Serie A en 1998 et 1999
- Salernitana
  - Troisième meilleure attaque de Serie B en 2002
- Lecce
  - Deuxième meilleure attaque de Serie A en 2005
- Pescara
  - Meilleure attaque de Serie B en 2012